# Лысогорский (Волгоградская область)
Лысогорский — хутор в Урюпинском районе Волгоградской области России, в составе Бубновского сельского поселения. Расположен на правом берегу Хопра.
Население — 90 (2010) человек.

## История
Дата основания не установлена. Хутор входил в юрт станицы Михайловской Хопёрского округа Земли Войска Донского (с 1870 — Область Войска Донского). Согласно Списку населённых мест Земли Войска Донского в 1859 года на хуторе проживало 120 мужчин и 282 женщины.
Большинство населения было неграмотным: согласно переписи населения 1897 года на хуторе проживало 246 мужчин и 223 женщины, из них грамотных мужчин — 66, грамотных женщин — 5. Согласно алфавитному списку населённых мест Области Войска Донского 1915 года на хуторе имелось хуторское правление, земельный надел хутора составлял 2554 десятины, проживали 282 мужчины и 275 женщин.
С 1928 года — в составе Урюпинского района Хопёрского округа (упразднён в 1930 году) Нижне-Волжского края (с 1934 года — Сталинградского края). С 1935 года — в составе Хопёрского района Сталинградского края (с 1936 года Сталинградской области, с 1954 по 1957 год район входил в состав Балашовской области). В 1959 году в связи с упразднением Хопёрского района хутор вновь передан в состав Урюпинского района.

## География
Хутор находится на правом берегу реки Хопёр, вытянут на более чем на 3 км вдоль подножия Калачской возвышенности. Центр хутора расположен на высоте около 80 метров над уровнем моря. При этом высота прилегающих отрогов Калачской возвышенности достигает 150 и более метров над уровнем моря. В пойме Хопра — пойменный лес. Почвы — пойменные нейтральные и слабокислые и лугово-чернозёмные.
У северной окраины хутора расположен мост через реку Хопёр. По автомобильным дорогам расстояние до областного центра города Волгоград составляет 350 км, до районного центра города Урюпинска составляет 31 км, до административного центра сельского поселения хутора Бубновский — 8,3 км.
Часовой пояс
Лысогорский, как и вся Волгоградская область, находится в часовой зоне МСК (московское время). Смещение применяемого времени относительно UTC составляет +3:00.

## Население
Динамика численности населения по годам:
| 1859 | 1873 | 1897 | 1915 | 1989 | 2002 |
| ---- | ---- | ---- | ---- | ---- | ---- |
| 402  | 386  | 469  | 557  | ≈310 | 125  |

| 2010 |
| ---- |
| 90   |